# Первое правительство Бабиша
Первое правительство Андрея Бабиша (чеш. První vláda Andreje Babiše) — 14-е правительство Чешской Республики меньшинства во главе с Андреем Бабишем. Было приведено к присяге 13 декабря 2017 года. Доверие парламента не получило и ушло в отставку.

## Общие сведения
Первое правительство Андрея Бабиша, которое было сформировано победившим, на парламентских выборах в октябре 2017 года, движении ANO 2011. Новое правительство сменило правительство Богуслава Соботки. Это было правительство меньшинства, которое не имело большинство в парламенте и поэтому не смогло получить доверие парламента на заседании 16 января 2018 года. Правительство ушло в отставку и в июне 2018 года, сменилось вторым правительством Бабиша.

## Состав кабинета
| Министерство (должность)                                   | Имя                | Начало полномочий | Конец полномочий | Партия | Партия                   |
| Председатель Правительства                                 | Андрей Бабиш       | 13 декабря 2017   | 28 июня 2018     |        | ANO 2011                 |
| Первый вице-председатель, министерство окружающей среды    | Рихард Брабец      | 13 декабря 2017   | 28 июня 2018     |        | ANO 2011                 |
| Вице-председатель, министерство иностранных дел            | Мартин Стропницкий | 13 декабря 2017   | 28 июня 2018     |        | ANO 2011                 |
| Министерство юстиции, председатель Законодательного совета | Роберт Пеликан     | 13 декабря 2017   | 28 июня 2018     |        | ANO 2011                 |
| Министерство внутренних дел                                | Любомир Метнар     | 13 декабря 2017   | 28 июня 2018     |        | Беспартийный от ANO 2011 |
| Министерство труда и социальных дел                        | Ярослава Немцова   | 13 декабря 2017   | 28 июня 2018     |        | ANO 2011                 |
| Министерство регионального развития                        | Клара Досталова    | 13 декабря 2017   | 28 июня 2018     |        | Беспартийная от ANO 2011 |
| Министерство здравоохранения                               | Адам Войтех        | 13 декабря 2017   | 28 июня 2018     |        | Беспартийный от ANO 2011 |
| Министерство финансов                                      | Алена Шиллерова    | 13 декабря 2017   | 28 июня 2018     |        | Беспартийная от ANO 2011 |
| Министерство культуры                                      | Илья Шмид          | 13 декабря 2017   | 28 июня 2018     |        | Беспартийный от ANO 2011 |
| Министерство промышленности и торговли                     | Томаш Гунер        | 13 декабря 2017   | 28 июня 2018     |        | Беспартийный от ANO 2011 |
| Министерство сельского хозяйства                           | Йиржи Милек        | 13 декабря 2017   | 28 июня 2018     |        | Беспартийный от ANO 2011 |
| Министерство образования, молодёжи и физической культуры   | Роберт Плага       | 13 декабря 2017   | 28 июня 2018     |        | ANO 2011                 |
| Министерство обороны                                       | Карла Шлехтова     | 13 декабря 2017   | 28 июня 2018     |        | Беспартийная от ANO 2011 |
| Министерство транспорта                                    | Дан Тьок           | 13 декабря 2017   | 28 июня 2018     |        | Беспартийный от ANO 2011 |